# Maestro della tela jeans
Le  Maestro della tela jeans ou Maestro della tela di Genova (Maître de la toile de Gênes) est un peintre italien anonyme  qui fut actif en Lombardie à la fin du XVIIe siècle.

## Biographie
Maestro della tela jeans  est le nom donné par convention à un peintre actif au XVIIe siècle à qui l'on attribue à partir d'un profil stylistique et d'éléments communs ou similaires, certaines œuvres restées anonymes.
L'epithète della tela jeans provient d'une série de tableaux de scènes de vie dont on ne connaît pas l'auteur et qui sert de base pour les attributions successives. À ce jour huit tableaux sont attribués au maître et deux seraient en cours d'attribution.
Chacun de ces tableaux à l'exception d'un seul, représente un personnage (mère cousant avec deux enfants, portrait d'un petit mendiant...) vêtu de futaine de Gênes, un tissu indigo (teinté au bleu de Gênes - qui a donné blue-jean), dont la trame composée de fil blanc constitue la typique structure du tissu connu comme « toile de Gênes »,.

## Œuvres
- Le Barbier, huile sur toile  de 150 cm × 115 cm, Galerie Canesso, Paris.
- Petit mendiant avec une part de tourte, huile sur toile de 86 cm × 71 cm, (v.illustration), Galerie Canesso.
- Le Repas frugal, musée des Beaux-Arts de Gand, Galerie Canesso.
- Femme cousant avec deux enfants, Fondation Cariplo.

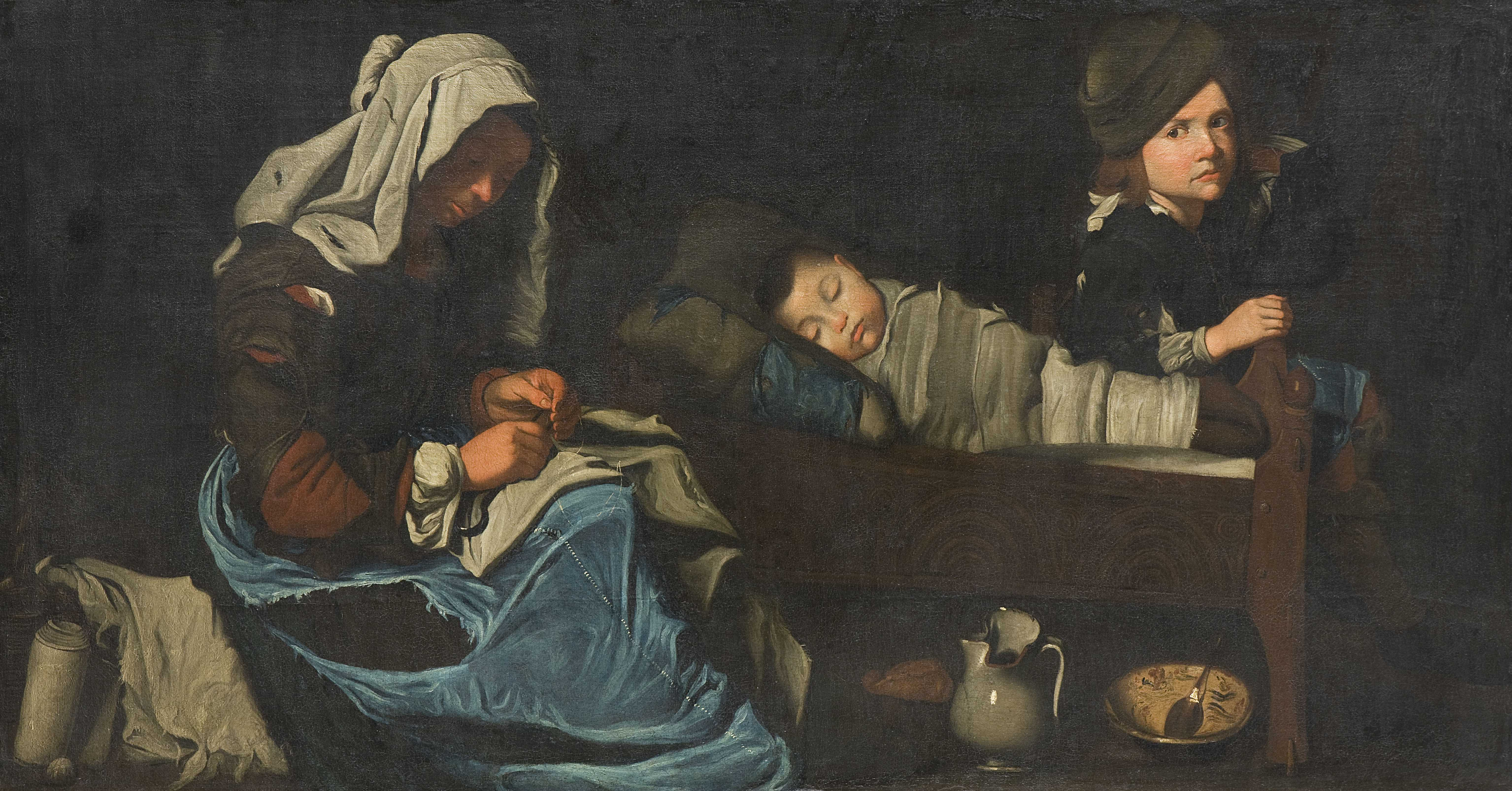
Femme cousant avec deux enfants.
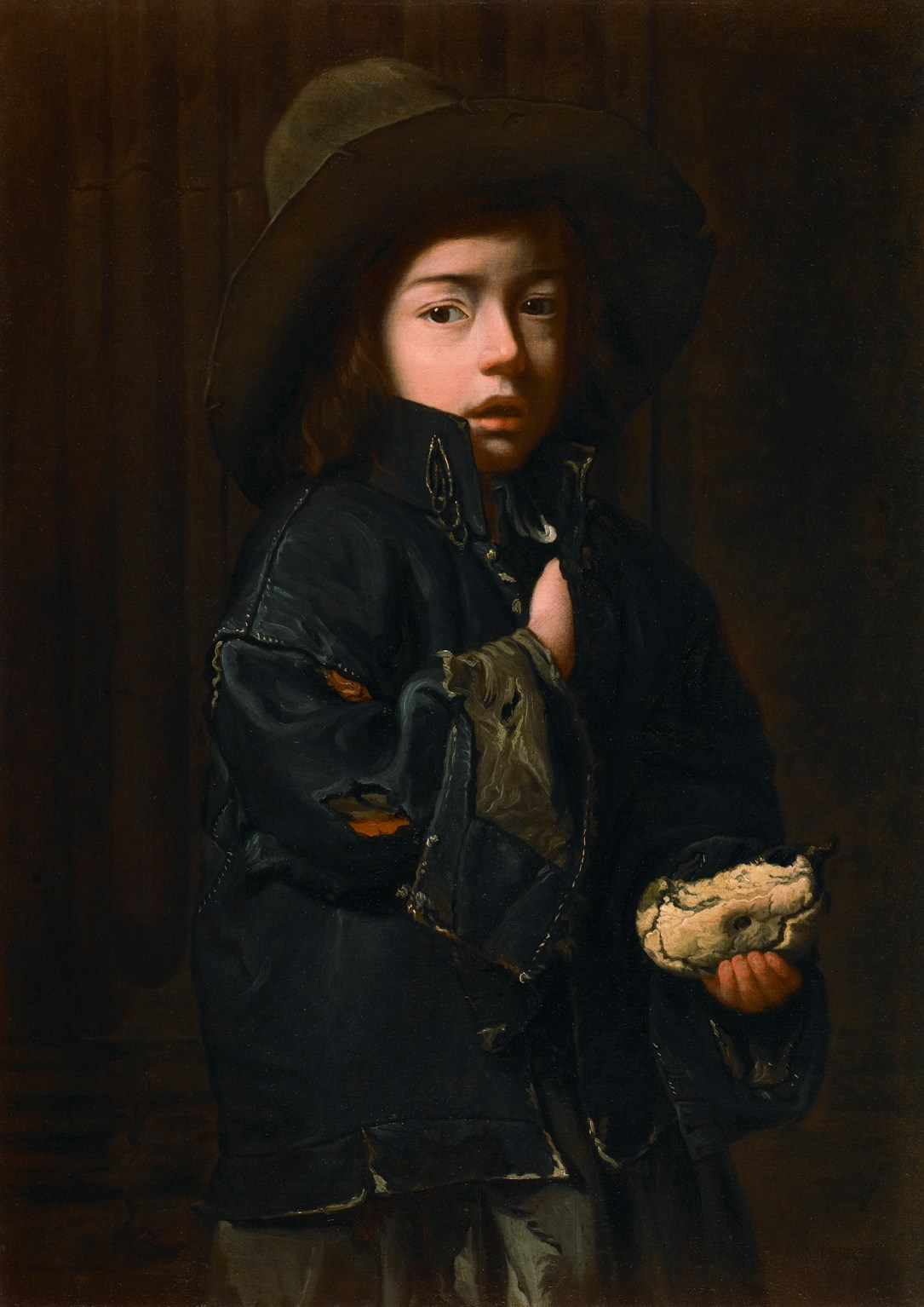
Petit mendiant avec une part de tourte.

## Sources
- Voir liens externes